# Hovtärnen
Hovtärnen är en sjö i Laxå kommun i Närke och ingår i Norrströms huvudavrinningsområde. Sjöns area är 0,03 kvadratkilometer och den är belägen 161,4 meter över havet.